# Кипиани, Рубен Луарсабович
Рубен Луарсабович Кипиани (груз. რუბენ ლუარსაბის ძე ყიფიანი, 16 декабря 1883, Квемо-Жошха, Рача-Лечхуми и Квемо-Сванети — 16 февраля 1961, Левиль-сюр-Орж) — грузинский политик, член Учредительного собрания Грузии.

## Биография

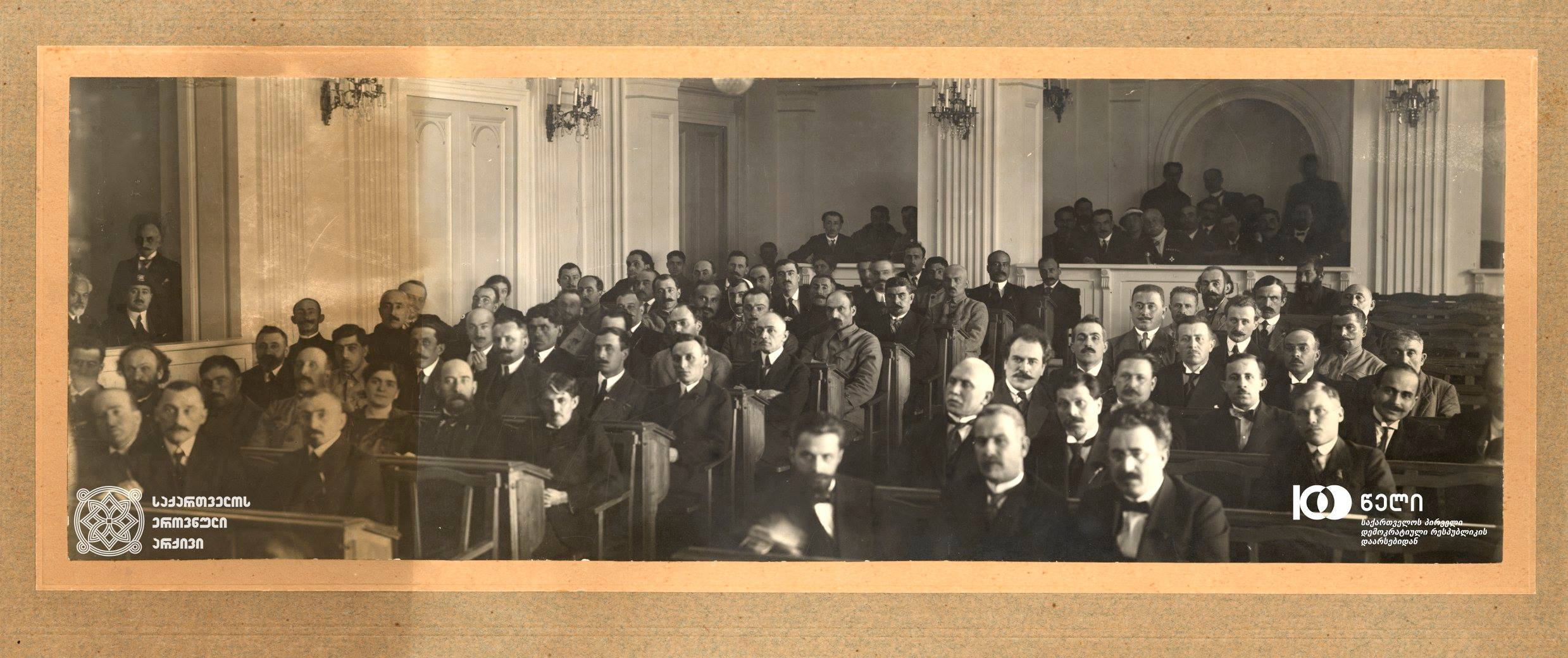
Учредительное собрание Грузии. Кипиани крайний слева в пятом ряду, правая сторона

Начальное образование получил в двухклассной школе в Лаилаши, затем — домашнее образование в семье Иосифа Геловани, главы уезда. В последующие годы много занимался самообразованием, читал в подлиннике русскую классику, состоял в Обществе по распространению грамотности в Грузии.
Через сына Геловани Ясона познакомился с социал-демократическими идеями. В 1905 году возглавил революционное движение в Рача-Лечхуми, где повстанцам удалось свергнуть администрацию и захватить власть. После поражения революции переехал в Тифлис и продолжал работать в социал-демократических организациях, занимался публицистикой; печатался под псевдонимами: «Аскрионели», «Лечхумели», «Р. Лечхумели», «Ученик», «Рубена Лечхумели», «Р. Кинварари» и «Ральф».
С 1907 года пытался провести независимое расследование убийства Ильи Чавчавадзе. Был арестован и выслан в село Селты Малмыжского уезда Вятской губернии, откуда бежал и нелегально вернулся в Тифлис. Работал главным редактором Народной газеты.
27 апреля 1911 года арестован и сослан в Сибирь. Несколько раз арестовывался и был сослан и в последующие годы.
Был близко знаком с Акаки Церетели, о чём свидетельствует тот факт, что он был одним из спутников Акаки во время его поездки в Рача-Лечхуми летом 1912 года.
В 1918 году, после провозглашения независимости Грузии, активный участник подавления большевистского восстания в Лечхумском районе, был назначен представителем правительства республики в Рача-Лечхуми и активно участвовал в переговорах с населением.
12 марта 1919 года избран членом Учредительного собрания Республики Грузия по списку Социал-демократической партии Грузии.
В 1921 году, после советизации Грузии, он покинул свою родину и жил в местечке Лёвиль во Франции.
В годы Второй мировой войны присоединился к французскому движению сопротивления. Был арестован оккупационными властями и провёл год в тюрьме. Потерял всё имущество, но единственное, о чём он сожалел, была его библиотека.
Погиб в автомобильной катастрофе. Похоронен на Левильском кладбище.
Не был женат.